# Weltmeisterschaften der Rhythmischen Sportgymnastik 1971
Die 5. Weltmeisterschaften der Rhythmischen Sportgymnastik fanden 1971 in Havanna, Kuba statt.

## Ergebnisse

### Einzel-Mehrkampf
| Rang | Nation      | Athletin           |
| ---- | ----------- | ------------------ |
| 1    | Bulgarien   | Maria Gigowa       |
| 2    | Sowjetunion | Elena Karpuchina   |
| 3    | Sowjetunion | Alfia Nasmutdinowa |

### Gruppe-Mehrkampf
| Rang | Nation      | Athletin |
| ---- | ----------- | -------- |
| 1    | Bulgarien   |          |
| 2    | Sowjetunion |          |
| 3    | Italien     |          |

### Reifen
| Rang | Nation    | Athletin            |
| ---- | --------- | ------------------- |
| 1    | Bulgarien | Maria Gigowa        |
| 2    | Bulgarien | Krassimira Filipowa |
| 3    | Bulgarien | Neschka Georgiewa   |

### Seil
| Rang | Nation      | Athletin            |
| ---- | ----------- | ------------------- |
| 1    | Bulgarien   | Maria Gigowa        |
| 2    | Bulgarien   | Neschka Georgiewa   |
| 3    | Sowjetunion | Jelena Karpuchina   |
| 3    | Sowjetunion | Alfia Nasmutdinowa  |
| 3    | Bulgarien   | Krassimira Filipowa |

### Ball
| Rang | Nation      | Athletin           |
| ---- | ----------- | ------------------ |
| 1    | Nordkorea   | Sun Duk Yo         |
| 2    | Sowjetunion | Alfia Nasmutdinowa |
| 2    | Sowjetunion | Galina Schugurowa  |
| 2    | Nordkorea   | Myong Sim Choi     |

### Band
| Rang | Nation      | Athletin           |
| ---- | ----------- | ------------------ |
| 1    | Sowjetunion | Alfia Nasmutdinowa |
| 2    | Sowjetunion | Jelena Karpuchina  |
| 3    | Sowjetunion | Galina Schugurowa  |

### Medaillenspiegel
| Rang | Nation      | Gold | Silber | Bronze | Gesamt |
| ---- | ----------- | ---- | ------ | ------ | ------ |
| 1    | Bulgarien   | 4    | 2      | 2      | 8      |
| 2    | Sowjetunion | 1    | 5      | 4      | 10     |
| 3    | Nordkorea   | 1    | 1      | -      | 2      |
| 4    | Italien     | -    | -      | 1      | 1      |